# Навроцкий, Степан
Степан Навроцкий (укр. Степан Навроцький; 1 января 1922, с. Залуква, Польская Республика (ныне Ивано-Франковская область Украины) — 1 апреля 1944, близ с. Великосёлки (ныне Львовской области Украины) — украинский стигматик, мистик.

## Биография
Родился в крестьянской семье. Как все дети в селе — с перерывами ходил в школу, пас коров. После установления в 1939 году советской власти некоторое время работал на железной дороге в Киеве. В 1940 году, когда он возвращался вечером домой, в родное село, возле часовни ему явилось видение или свет, а затем, перед самой часовней он увидел старца, которому сказал: «Слава Иисусу Христу». Старик, предположительно, это был апостол Святой Пётр, повёл его в часовню (двери которой были закрыты, однако сами открылись), принял от него присягу и отпустил его домой. О встрече и присяге Степан должен был сразу рассказать родителям, но они уже спали, когда он вернулся домой, и поэтому в тот день или вечер он ничего им не рассказал. Больше на работу на железную дорогу он не пошёл. С этого времени началась его, сначала скромная и со временем все больше выкристаллизованная миссия стигматика.
Получив дар стигматов, он был отмечен всеми ранами Иисуса Христа, включая раны от тернового венца и многими другими мистическими дарами.
Слухи о случившемся разнеслись по округе, к Залуква начали приходить люди из близких и дальних сёл. С. Навроцкий вещал им о Боге, церкви, религии. Этими событиями скоро заинтересовались местные власти. Степана неоднократно арестовывали, принимались «перевоспитывать». Явления, связанные с будущей полной стигматизацией С. Навроцкого, ограничивались его «замиранием», голосами ангела, доносящихся из его уст, выходом его души из тела, информацией о будущем и отдаленном, в том числе, и о свой смерти.
У 1941 представители Греко-Католической Богословской академии перевезли Степана Навроцкого из Залуквы во Львов, где у 19-летнего юноши, полностью раскрылись все дары стигматизации.
Степан Навроцкий стал жертвой неизвестного убийцы 1 апреля 1944 года. Его тело было найдено на поле между сёлами Малые Нагорцы и Соколов близ нынешнего с. Великосёлки (ныне в Новоярычевской общине Львовского района).